# Pałac w Porchowej
Pałac w Porchowej – murowany pałacyk, wybudowany w połowie XIX w. przez Alfreda Cieleckiego. Dziedzicem majątku Porchowa był Artur Cielecki-Zaremba.